# Ana Ramacake
Ana Ramacake (ur. 24 grudnia 1937, zm. 17 lipca 2014) – fidżyjska lekkoatletka specjalizująca się w sprincie, biegach płotkarskich i skoku w dal.

## Kariera
Na pierwszych igrzyskach Południowego Pacyfiku zdobyła złoty medal w biegu na 100 m, srebrne w biegu na 200 m i skoku w dal, oraz brązowy w biegu na 80 metrów przez płotki. Na kolejnych igrzyskach zdobyła złoto w skoku w dal i sztafecie 4 × 100 m oraz srebro w biegu na 100 i 200 m.
W 1966 brała udział w Igrzyskach Imperium Brytyjskiego – zajęła 15. miejsce w skoku w dal.
W 1993 została zaliczona do Fiji Sports Hall of Fame.

## Rekordy życiowe
| Dystans            | Wynik | Uwagi                     |
| ------------------ | ----- | ------------------------- |
| skok w dal         | 5,93  | Ówczesny rekord Fidżi     |
| bieg na 200 metrów | 24,6  | Przez 25 lat rekord Fidżi |